# Ovoide (geometría proyectiva)

Para la definición de un ovoide: t recta tangente; y s recta secante

En geometría proyectiva, un ovoide es un conjunto de puntos (superficie) similar a una esfera en un espacio proyectivo de dimensión d ≥ 3. Ejemplos simples en un espacio proyectivo real son las hiperesferas (cuádricas). Las propiedades geométricas esenciales de un ovoide {\displaystyle {\mathcal {O}}} son:
1. Cualquier línea recta cruza a {\displaystyle {\mathcal {O}}} como máximo en 2 puntos,
2. Las tangentes en un punto cubren un hiperplano (y nada más), y
3. {\displaystyle {\mathcal {O}}} no contiene líneas rectas.

La propiedad 2) excluye los casos degenerados (conos,...). La propiedad 3) excluye superficies regladas (hiperboloides de una hoja, ...).
Un ovoide es el análogo espacial de un óvalo en un plano proyectivo.
Un ovoide es un tipo especial de conjunto cuadrático.
Los ovoides juegan un papel esencial en la construcción de ejemplos del plano de Möbius y geometrías de Möbius de dimensiones superiores.

## Definición de un ovoide
- En un espacio proyectivo de dimensión d ≥ 3 un conjunto {\displaystyle {\mathcal {O}}} de puntos se llama ovoide, si

(1) Cualquier recta g se encuentra con {\displaystyle {\mathcal {O}}} en como máximo 2 puntos.
En el caso de {\displaystyle |g\cap {\mathcal {O}}|=0}, se llama recta pasante (o exterior), si {\displaystyle |g\cap {\mathcal {O}}|=1} entonces es una recta tangente, y si {\displaystyle |g\cap {\mathcal {O}}|=2} es una recta secante.
(2) En cualquier punto {\displaystyle P\in {\mathcal {O}}}, las rectas tangentes que pasan por P cubren un hiperplano, el hiperplano tangente (es decir, un subespacio proyectivo de dimensión d − 1).
(3) {\displaystyle {\mathcal {O}}} no contiene líneas rectas.
Desde el punto de vista de las secciones del hiperplano, un ovoide es un objeto bastante homogéneo, porque
- Para un {\displaystyle {\mathcal {O}}} ovoide y un hiperplano {\displaystyle \varepsilon }, que contiene al menos dos puntos de {\displaystyle {\mathcal {O}}}, el subconjunto {\displaystyle \varepsilon \cap {\mathcal {O}}} es un ovoide (o un óvalo, si es d= 3) dentro del hiperplano {\displaystyle \varepsilon }.

Para espacios proyectivos finitos de dimensión d ≥ 3 (es decir, el conjunto de puntos es finito, el espacio es pappiano), el siguiente resultado es verdadero:
- Si {\displaystyle {\mathcal {O}}} es un ovoide en un espacio proyectivo finito de dimensión d ≥ 3, entonces d= 3.

(En el caso finito, los ovoides existen solo en espacios tridimensionales.)
- En un espacio proyectivo finito de orden n >2 (es decir, cualquier línea contiene exactamente puntos n + 1) y dimensión d= 3, cualquier conjunto de puntos {\displaystyle {\mathcal {O}}} es un ovoide si y solo si {\displaystyle |{\mathcal {O}}|=n^{2}+1} y ningún otro punto son colineales (en una línea recta común).[2]

Reemplazar la palabra proyectivo en la definición de ovoide por afín, da la definición de ovoide afín.
Si para un ovoide (proyectivo) hay un hiperplano adecuado {\displaystyle \varepsilon } que no lo cruza, se puede llamar a este hiperplano el hiperplano {\displaystyle \varepsilon _{\infty }} en el infinito y el ovoide se convierte en un ovoide afín en el espacio afín correspondiente a {\displaystyle \varepsilon _{\infty }}. Además, cualquier ovoide afín puede considerarse un ovoide proyectivo en el cierre proyectivo (agregando un hiperplano en el infinito) del espacio afín.

## Ejemplos

### En el espacio proyectivo real (representación no homogénea)
1. {\displaystyle {\mathcal {O}}=\{(x_{1},...,x_{d})\in {\mathbb {R} }^{d}\;|\;x_{1}^{2}+\cdots +x_{d}^{2}=1\}\ ,} (hiperesfera)
2. {\displaystyle {\mathcal {O}}=\{(x_{1},...,x_{d})\in {\mathbb {R} }^{d}\;|x_{d}=x_{1}^{2}+\cdots +x_{d-1}^{2}\;\}\;\cup \;\{{\text{punto del infinito del eje }}x_{d}\}}

Estos dos ejemplos son cuádricas y son proyectivamente equivalentes.
Se pueden obtener ejemplos simples, que no son cuádricas, mediante las siguientes construcciones:
(a) Pegar la mitad de una hiperesfera a un hiperelipsoide adecuado en forma suave.
(b) En los dos primeros ejemplos, reemplazar la expresión x12 por x14.
Observación: Los ejemplos reales no se pueden convertir al caso complejo (espacio proyectivo sobre {\displaystyle {\mathbb {C} }}). En un espacio proyectivo complejo de dimensión d ≥ 3 no hay cuádricas ovoides, porque en ese caso cualquier cuádrica no degenerada contiene líneas rectas.
Pero el siguiente método garantiza muchos ovoides no cuádricos:
- Para cualquier espacio proyectivo no finito, la existencia de ovoides se puede probar mediante inducción transfinita.[3][4]

### Ejemplos finitos
- Cualquier ovoide {\displaystyle {\mathcal {O}}} en un espacio proyectivo finito de dimensión d= 3 sobre un cuerpo K de característica ≠ 2 es una cuádrica.[5]

El último resultado no se puede extender ni siquiera a una característica par, debido a los siguientes ejemplos que no son cuádricas:
- Para {\displaystyle K=GF(2^{m}),\;m} impar y {\displaystyle \sigma } el automorfismo {\displaystyle x\mapsto x^{(2^{\frac {m+1}{2}})}\;,}

el conjunto de puntos
{\displaystyle {\mathcal {O}}=\{(x,y,z)\in K^{3}\;|\;z=xy+x^{2}x^{\sigma }+y^{\sigma }\}\;\cup \;\{{\text{punto del infinito del eje-}}z\}} es un ovoide en el espacio proyectivo tridimensional sobre K (representado en coordenadas no homogéneas).
Solo cuando m= 1 el ovoide {\displaystyle {\mathcal {O}}} es una cuádrica.
{\displaystyle {\mathcal {O}}} se llama ovoide de Tits-Suzuki.

## Criterios para que un ovoide sea una cuádrica
Una cuádrica ovoidal tiene muchas simetrías. En particular:
- Sea {\displaystyle {\mathcal {O}}} un ovoide en un espacio proyectivo {\displaystyle {\mathfrak {P}}} de dimensión d ≥ 3 y {\displaystyle \varepsilon } un hiperplano. Si el ovoide es simétrico con respecto a cualquier punto {\displaystyle P\in \varepsilon \setminus {\mathcal {O}}} (es decir, hay una perspectiva involutiva con centro {\displaystyle P} que deja a {\displaystyle {\mathcal {O}}} invariante), entonces {\displaystyle {\mathfrak {P}}} es pappiano y {\displaystyle {\mathcal {O}}} una cuádrica.[7]
- Un ovoide {\displaystyle {\mathcal {O}}} en un espacio proyectivo {\displaystyle {\mathfrak {P}}} es una cuádrica, si el grupo de proyectividades que dejan invariante a {\displaystyle {\mathcal {O}}} opera 3-transitivamente en {\displaystyle {\mathcal {O}}}, es decir, para dos tripletes {\displaystyle A_{1},A_{2},A_{3},\;B_{1},B_{2},B_{3}} existe una proyectividad {\displaystyle \pi } con {\displaystyle \pi (A_{i})=B_{i},\;i=1,2,3}.[8]

En el caso finito se obtiene del teorema de Segre que:
- Sea {\displaystyle {\mathcal {O}}} un ovoide en un espacio proyectivo desarguesiano tridimensional finito {\displaystyle {\mathfrak {P}}} de orden impar, entonces {\displaystyle {\mathfrak {P}}} es pappiano y {\displaystyle {\mathcal {O}}} es una cuádrica.

## Generalización: semi ovoide
Eliminar la condición (1) de la definición de ovoide da como resultado la definición de semi-ovoide:
Un conjunto de puntos {\displaystyle {\mathcal {O}}} de un espacio proyectivo se llama semiovoide si se mantienen las siguientes condiciones:
(SO1) Para cualquier punto {\displaystyle P\in {\mathcal {O}}}, las tangentes que pasan por el punto {\displaystyle P} cubren exactamente un hiperplano.
(SO2) {\displaystyle {\mathcal {O}}} no contiene líneas rectas.
Un semiovoide es un conjunto semicuadrático especial, que es una generalización de un conjunto cuadrático. La diferencia esencial entre un conjunto semicuadrático y un conjunto cuadrático es el hecho de que puede haber rectas que tengan 3 puntos en común con el conjunto y las rectas no estén contenidas en el conjunto.
Ejemplos de semiovoides son los conjuntos de puntos isotrópicos de una forma hermítica. Se llaman cuádricas hermíticas.
En cuanto a los ovoides, en la literatura existen criterios que convierten un semiovoide en una cuádrica hermítica.
Véase, por ejemplo.
Los semiovoides se utilizan en la construcción de ejemplos de geometrías de Möbius.